# قسم كوهباية الشرقي الريفي (مقاطعة آب يك)
قسم کوهبایة الشرقي الریفي (بالفارسية: دهستان کوهپایه شرقی) هي قسم تقع في إيران في قسم. يقدر عدد سكانها بـ 4,936 نسمة .